# Скрипник Микола Олексійович
Мико́ла Олексі́йович Скри́пник (25 січня 1872, Ясинувата, Бахмутський повіт, Катеринославська губернія, Російська імперія — 7 липня 1933, Харків, Українська СРР, СРСР) — український радянський партійний і державний діяч, голова Народного секретаріату (першого українського радянського уряду), один із організаторів КП(б)У. Боровся за встановлення радянської влади в Україні. Очолював Народний комісаріат освіти УСРР, працював заступником голови Ради народних комісарів УСРР. Був активним провідником українізації Української СРР. Член ВЦВК, ВУЦВК, ЦВК СРСР, голова Ради Національностей ЦВК СРСР (з 1927 року). Дійсний член Академії наук Української СРР (з 29 червня 1929), академік Академії наук Білоруської СРР (з 1928). Покінчив життя самогубством.
Кандидат у члени ЦК КП(б)У в липні 1918 — березні 1919 року. Член Контрольної комісії КП(б)У в листопаді 1920 — грудні 1921 року. Член ЦК КП(б)У в грудні 1921 — липні 1933 року. Кандидат у члени Політбюро ЦК КП(б)У 10 квітня 1923 — 6 грудня 1925 року. Член Політбюро ЦК КП(б)У 12 грудня 1925 — 7 липня 1933 року. Кандидат у члени ЦК РСДРП(б) у серпні 1917 — березні 1918 року. Кандидат у члени ЦК ВКП(б) у квітні 1923 — грудні 1927 року. Член ЦК ВКП(б) у грудні 1927 — липні 1933 року.

## Життєпис
Народився у слободі Ясинувата Бахмутського повіту Катеринославської губернії (нині місто в Донецькій області) в родині службовця-залізничника. Батько працював телеграфістом, помічником начальника залізничної станції, мати — акушеркою в земській лікарні. Початкову освіту здобув у Барвінківській двокласній сільській школі Ізюмського повіту Харківської губернії. Далі навчався в Ізюмському реальному училищі, з якого був виключений за революційну діяльність (пропаганда серед селян). На цей час припадає його знайомство з українською історією та літературою, зокрема з творами Тараса Шевченка та Пантелеймона Куліша.
З 1897 року належав до марксистського соціал-демократичного руху. Член РСДРП з 1898 року.
Служив у Катеринославській, Новгородській, Харківській губерніях та в місті Курську.
У 1900 році склав у Курську екстерном іспит за реальне училище і вступив до Технологічного Інституту в Санкт-Петербурзі, де став членом української громади, але скоро від неї відійшов і пристав до Петербурзького комітету соціал-демократичної організації «Рабочее знамя».
Заарештований уперше в березні 1901 року в Санкт-Петербурзі, висланий до міста Катеринослава. У 1901 році виключений з інституту. Скрипник не закінчив навчання, став «професійним революціонером».
На початку 1902 року заарештований і висланий на 5 років до Якутської області. Дорогою втік і перейшов на нелегальне становище. Працював соціал-демократичним організатором і пропагандистом у Царицині (1902), Саратові (1902—1903), Самарі та Єкатеринбурзі (1903), Одесі (1903—1904) і Катеринославі (1904), звідки був висланий на 5 років в Кемський округ Архангельської губернії. Дорогою втік і переїхав до Одеси. Обраний делегатом ІІІ-го Лондонського з'їзду РСДРП. Використовував партійні псевдоніми Глассон, Петербуржець, Валер'ян, Г. Єрмолаєв, Щур, Щенський. Був агентом «Искры».
У 1905 році — партійний організатор Невського району Санкт-Петербурга, потім — секретар Петербурзького комітету РСДРП. У жовтні 1905 року — член Ризького комітету РСДРП. Наприкінці грудня 1905 року переїхав до Ярославля, де був заарештований і засланий на 5 років у Туруханський край. Під час етапу втік у місті Красноярську, де провів виборчу кампанію РСДРП до Другої Державної думи Російської імперії. Заарештований і відправлений в Туруханськ, звідки незабаром утік, подолавши 1 200 верст човном і пішки. Загалом на рахунку Скрипника 17 арештів, 7 заслань, 6 втеч, смертний вирок.
У жовтні 1907 року приїхав до Санкт-Петербурга, де продовжив нелегальну партійну роботу. У 1908 році — партійний організатор Невського району Санкт-Петербурга.
Влітку 1908 року на півтора місяця виїжджав до Женеви в Швейцарії. Після повернення працював партійним організатором, членом Центрального бюро профспілок у Москві. Заарештований і три місяці провів у московській в'язниці. Після звільнення працював організатором району, секретарем Московського комітету РСДРП(б), перебував з агітаційною поїздкою на Уралі.
Наприкінці 1908 року заарештований в Санкт-Петербурзі, висланий на 5 років у Вілюйський округ Якутської області. Повернувся із заслання наприкінці 1913 року.
З 1913 року — редактор партійного журналу «Вопросы страхования» та керівник «Робітничої страхової групи» в Санкт-Петербурзі. З грудня 1913 до 1914 року входив до складу редакційної колегії газети «Правда».
У липні 1914 року вкотре заарештований, засуджений до адміністративного заслання в місто Моршанськ Тамбовської губернії. Працював рахівником, помічником бухгалтера в банку Моршанська. У березні 1917 року амністований Тимчасовим урядом, переїхав до Петрограда.

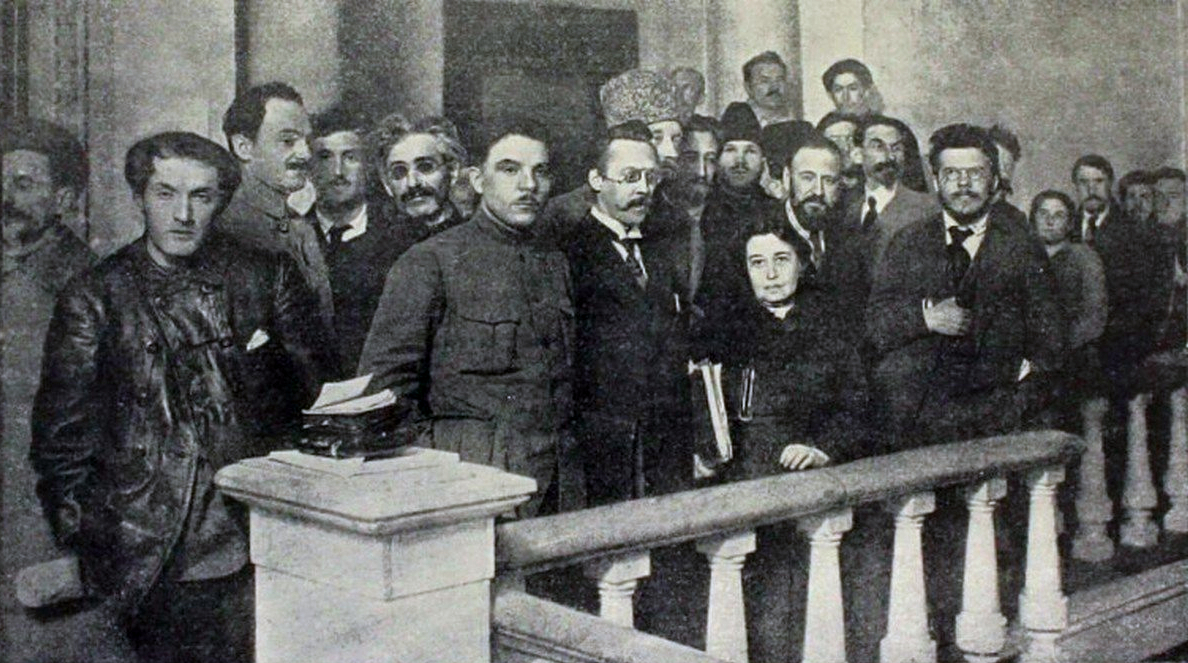
Керівні діячі КП(б)У під час українсько-більшовицької війни. Зліва направо: Олександр Хмельницький, Мойсей Рухимович, Мойсей Грановський, Володимир Юдовський, Климент Ворошилов, Володимир Мещеряков, Микола Подвойський, Анжеліка Балабанова, Християн Раковський, Микола Скрипник, Володимир Затонський.

З червня 1917 року — секретар та голова Центральної Ради фабрично-заводських комітетів у Петрограді. У листопаді 1917 року — член головного штабу жовтневої революції — Петроградського військово-революційного комітету, а також член комісії з організації Вищої ради народного господарства Російської РФСР.
У грудні 1917 року на більшовицькому з'їзді рад у Харкові Скрипника заочно обрано членом першого радянського уряду в Україні (т. зв. Народного Секретаріату) — народним секретарем праці. З лютого до березня 1918 року — народний секретар торгівлі й промисловості Української Народної Республіки Рад. З 8 березня до 18 квітня 1918 року — народний секретар у закордонних справах радянської УНР.
Одночасно, з 4 березня до 18 квітня 1918 року — голова Народного секретаріату (Уряду) радянської (совітської) УНР. Радянський український уряд під натиском німецьких військ опинився в Катеринославі, а пізніше в Таганрозі, де й перестав існувати. 17-19 березня 1918 р. провів у Катеринославі ІІ Всеукраїнський з'їзд Рад, який проголосив незалежність радянської України. 18 квітня 1918 року Скрипник обраний членом Всеукраїнського бюро для керівництва повстанською боротьбою проти німецьких окупантів. На т. зв. Таганрозькій нараді (19—20 квітня 1918 року) Скрипника обрано секретарем Організаційного бюро із проведення I-го з'їзду ЦК КП(б)У, на першому з'їзді якої, що відбувся в Москві (5—12 липня 1918), він виступав головним доповідачем. Але після з'їзду був усунений від керівництва КП(б)У і залишений у Москві.
У липні 1918 — січні 1919 року — член колегії Всеросійської ЧК, завідувач відділу для боротьби з контрреволюцією ВЧК при РНК РРФСР, начальник Секретно-політичного відділу ВЧК при РНК РРФСР.
З січня до травня 1919 року — народний комісар державного контролю і голова Верховної соціалістичної інспекції Української СРР. Був особливоуповноваженим Ради оборони із боротьби з повстанським рухом, керував придушенням повстання отамана Зеленого.
У 1919—1920 роках — начальник політичного відділу Гомельського укріпленого району РСЧА, начальник особливого відділу ВЧК Південно-Східного фронту, начальник особливого відділу ВЧК Кавказького фронту.
У квітні 1920 — липні 1921 року — народний комісар робітничо-селянської інспекції Української СРР.
19 липня 1921 — лютий 1922 року — народний комісар внутрішніх справ Української СРР.
Одночасно, в січні та липні — серпні 1922 року виконував обов'язки заступника голови Ради народних комісарів Української СРР.
У квітні 1922 — квітні 1927 року — народний комісар юстиції Української СРР. Одночасно, з січня 1923 до квітня 1927 року — прокурор (генеральний прокурор) Української СРР.
З 7 березня 1927 року до 28 лютого 1933 року — народний комісар освіти УСРР.
З 28 лютого до 7 липня 1933 року — голова Державної планової комісії (Держплану) при РНК Української РСР і заступник голови Ради народних комісарів Української СРР.
Брав активну участь в організації Комінтерну, в якому очолював делегацію КП(б)У і був членом виконавчого комітету Комуністичного Інтернаціоналу з 1 вересня 1928 до 7 липня 1933 року.
Крім того, Скрипник очолював Всеукраїнську комісію з історії Жовтневої революції і КП(б)У (Істпарт), був директором Всеукраїнської асоціації марксистсько-ленінських інститутів (ВУАМЛІН), головою Українського товариства істориків-марксистів (з 1928 р.), начальником Головного архівного управління при Наркоматі освіти УСРР, головним редактором Української радянської енциклопедії, очолював Центральну раду захисту дітей, Українську комісію щодо обліку та розподілу установ і осіб, що евакуюються (Евакком). 29 червня 1929 року обраний дійсним членом Академії наук Української СРР.

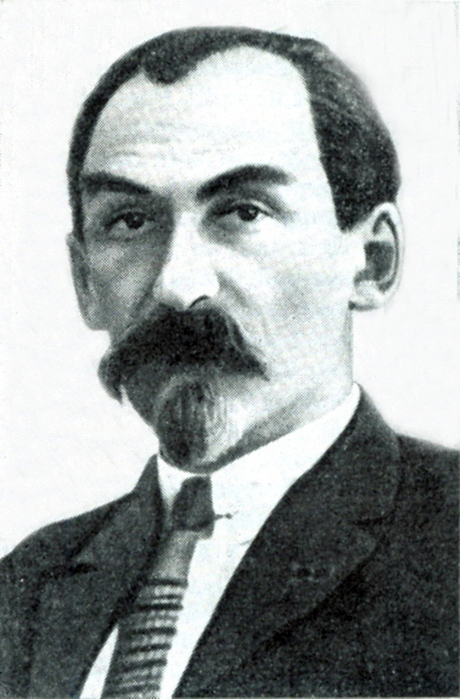
Микола Скрипник

До революції 1917 року ішов цілковито в течії російського більшовизму і з українським визвольним рухом зустрівся, щойно прибувши з доручення Леніна до України. Розуміючи вагу національного питання, він, одначе, як послідовний ленінець, понад усе ставив ідею світової пролетарської революції, яка, на його думку, мала принести справедливе розв'язання всіх соціально-політичних питань, у тому числі й національних. Але в практичній діяльності Скрипник наразився на вороже ставлення чужинецької за національним складом (особливо в її керівництві) КП(б)У до всього українського, трактованого нею як «контрреволюційне», і повів боротьбу проти нігілізму («люксембурґіянства») в національному питанні, зокрема проти тодішніх керівників КП(б)У Е. Квірінґа і Д. Лебедя, автора теорії боротьби двох культур. По усуненні їх з Української СРР Скрипник став ініціатором запровадження українізації. Особливо велику діяльність у цій ділянці він розгорнув, ставши народним комісаром освіти, якому тоді підлягали всі галузі культурного будівництва. Під його керівництвом була завершена українізація преси, початкового і середнього шкільництва, значною мірою українізоване викладання у вищій школі. Крім того, Скрипник скликав 1927 року всеукраїнську (з участю вчених і з-поза УСРР) правописну конференцію, внаслідок якої був опрацьований т. зв. «скрипниківський» правопис, затверджений 1928 року, який усував русифікаційні впливи з української мови.

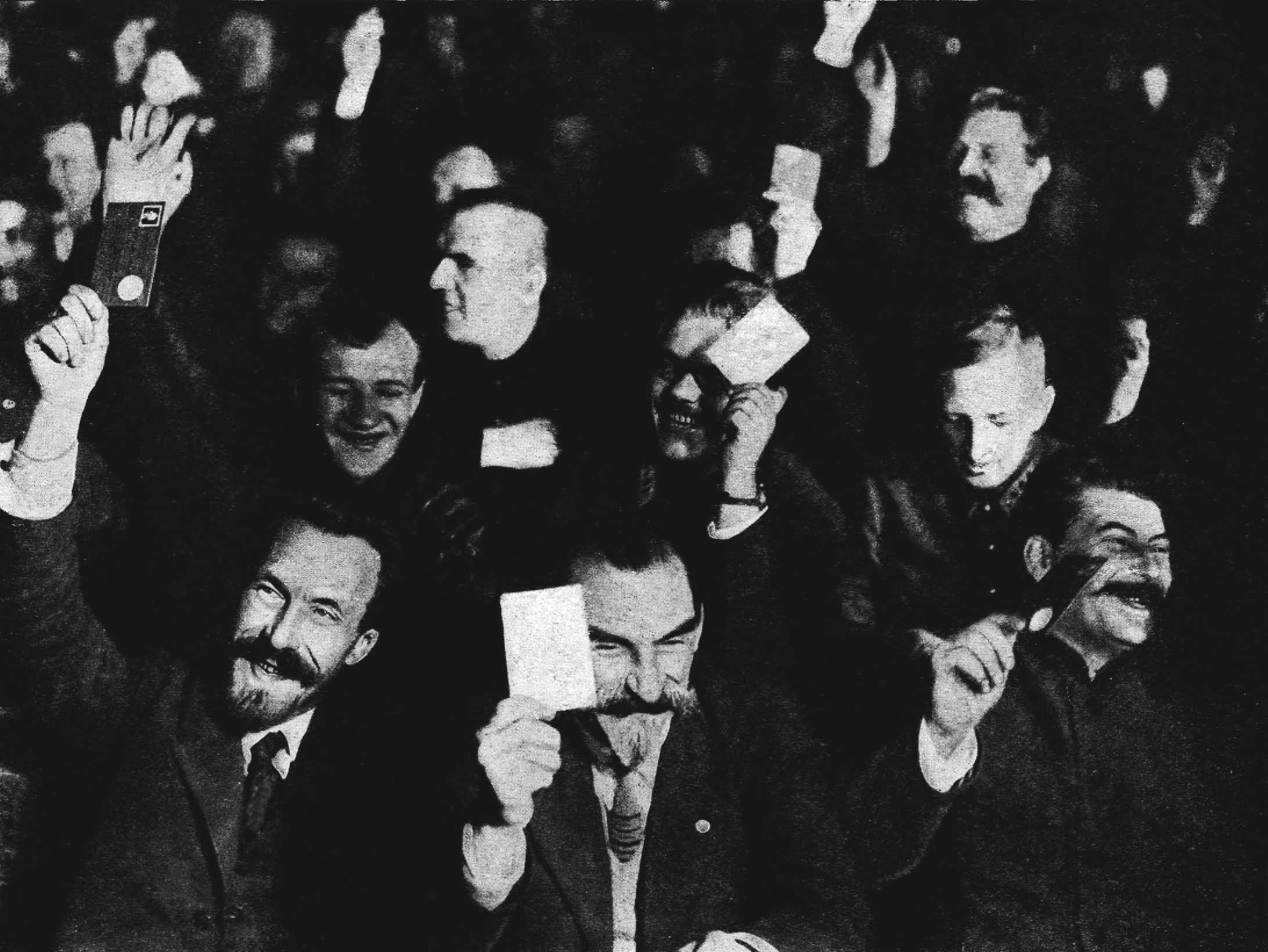
Скрипник голосує під час П'ятнадцятого з'їзду Всесоюзної комуністичної партії (більшовиків) 1927

Політична позиція Скрипника в державному будівництві УСРР була суперечлива і неминуче мусила закінчитися його поразкою. Як послідовний більшовик-ленінець він був догматиком, непримиренним до ворогів радянської влади, у тому числі й до українського націоналізму, ведучи боротьбу проти якого, сприяв винищенню значної частини старої української інтелігенції, а пізніше й національної опозиції в КП(б)У (шумськізм, хвильовізм). Зокрема, був одним з ініціаторів самоліквідації УКП на з'їзді Комінтерну. З другого боку, визнаючи, за тією ж ленінською схемою, «головною небезпекою» великодержавний російський шовінізм, Скрипник ще нещадніше боровся й проти нього; постійно підкреслював самостійність української культури і незалежність її від російської.
Виходячи з конечності державного об'єднання всіх українських земель, він багато уваги приділяв питанням життя українців поза УСРР й охоче гуртував коло себе національно свідомі кадри, що походили з західноукраїнських земель, особливо з Галичини. З цих самих позицій Скрипник виступав у 1918 році проти відриву від України так званої «Донецько-Криворізької республіки» і домагався приєднання до УСРР суміжних з нею етнографічних українських земель (Курщина, Вороніжчина), зокрема зорганізував у Росії 500 українських шкіл і 2 вузи, а також українізацію віддалених українських масивів (на Далекому Сході, в Середній Азії тощо). Бувши активним публіцистом, Скрипник залишив у всіх цих питаннях велику кількість брошур, статей і промов, друкованих у пресі і почасти зібраних у незакінченому виданні його творів «Статті й промови»: т. І (1930); т. II, ч. 1 (1929) і ч. 2 (1931); т. IV, ч. 1 (1929), т. V (1930).
У кінці жовтня 1932 призначений відповідальним за виконання хлібозаготівель в Дніпропетровській області.
Така діяльність Скрипника суперечила централізаційним планам Москви[джерело?], і П. Постишев, прибувши в січні 1933 р. за дорученням Й. Сталіна в Українську СРР, всі труднощі й зриви здійснюваної тоді індустріалізації і колективізації приписував «контрреволюційній» діяльності українських націоналістів, що гуртувалися навколо Скрипника і прикривалися його авторитетом. Скрипника піддали гострій критиці й звільнили від керівництва народним комісаріатом освіти. Можливо тому, не маючи іншого виходу, Скрипник запобіг неминучій ліквідації, вчинивши самогубство.

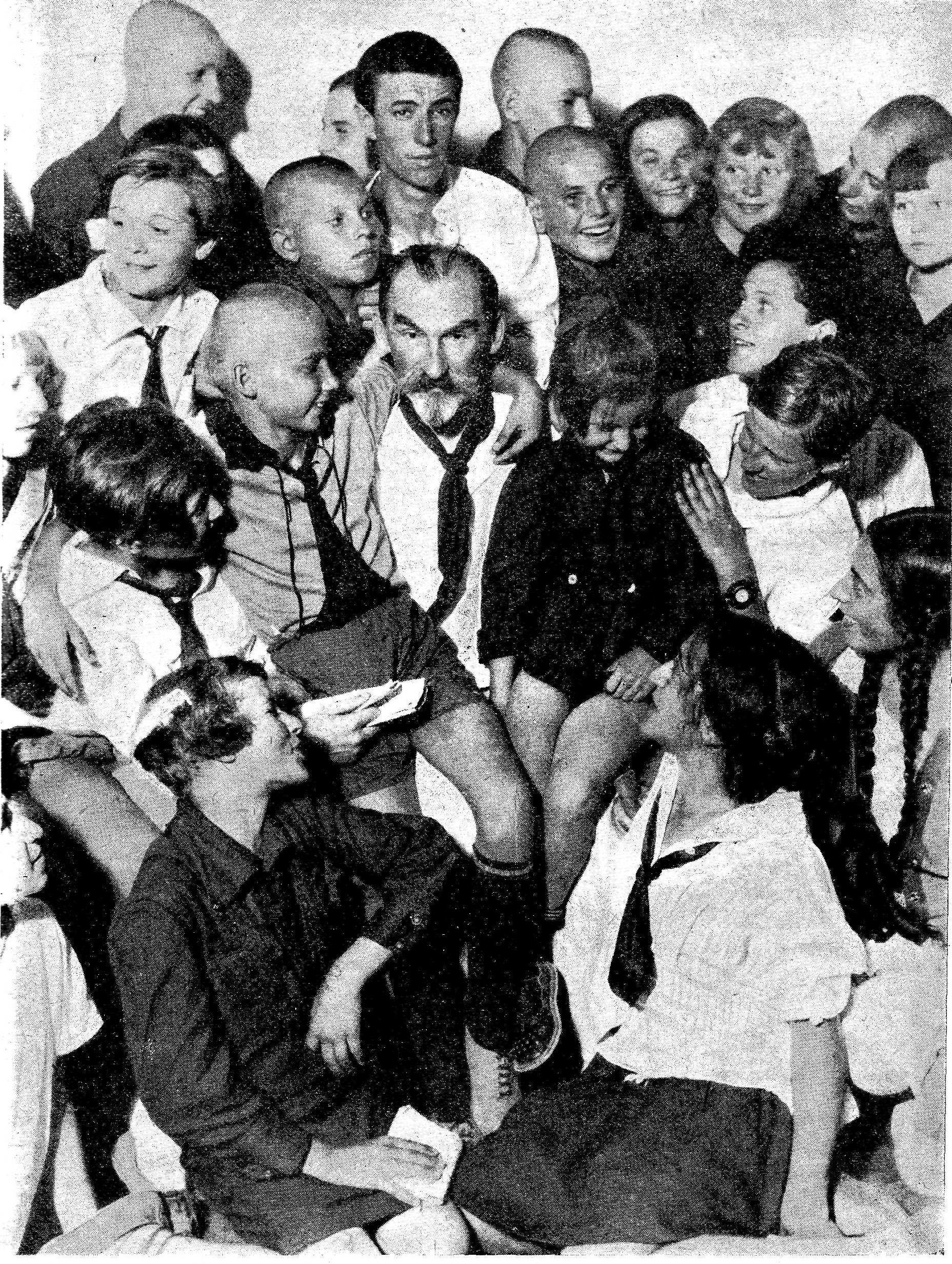
«Піонер більшовизму в Україні тов. М. О. Скрипник разом з іншими піонерами». Світлина з «Універсального журналу». 1929 рік

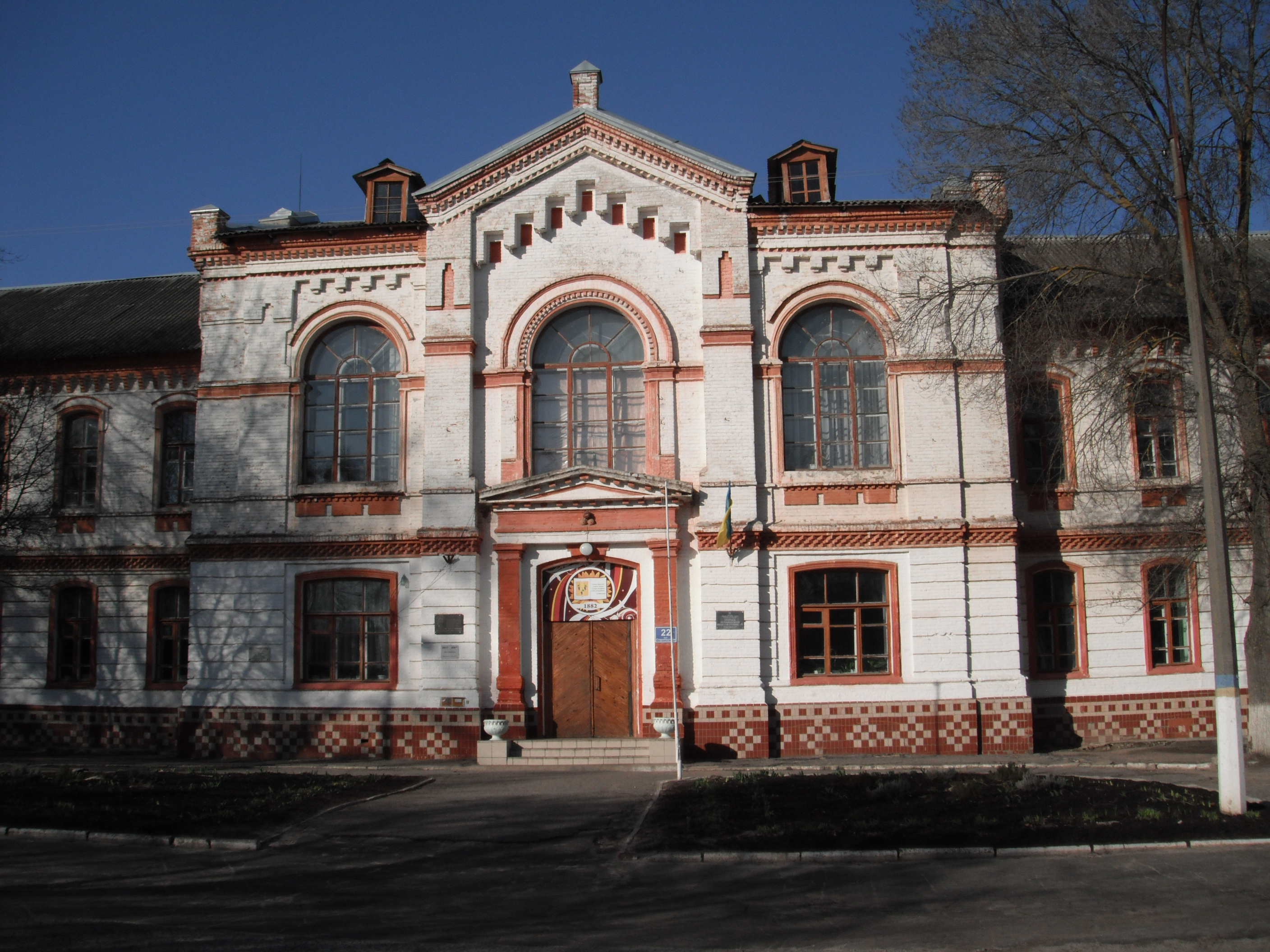
Будівля Ізюмського реального училища в якому навчався М. Скрипник

Разом з тим, 8 липня на похоронах у промові Г. Петровський назвав Скрипника засновником комуністичної партії більшовиків України, котрий «став жертвою знахабнілого класового ворога». Виступили В. Затонський, К. Сухомлин, які визнали самогубство Скрипника «чорною плямою, що її не зможе змити його славне минуле». А вже 12 липня задля очорнення імені померлого секретар ЦК КП(б)У М. Попов на зборах партактиву м. Києва визначив основні «антиленінські помилки» М. Скрипника: надання пріоритетного значення національному питанню, зосередження лише на боротьбі з великодержавним шовінізмом, приниження ролі Леніна і Сталіна з теорії національного питання, обґрунтування примусової українізації в школі, відмежування української радянської культури від культури російських робітників, антипартійна теорія «націонал-більшовизму».

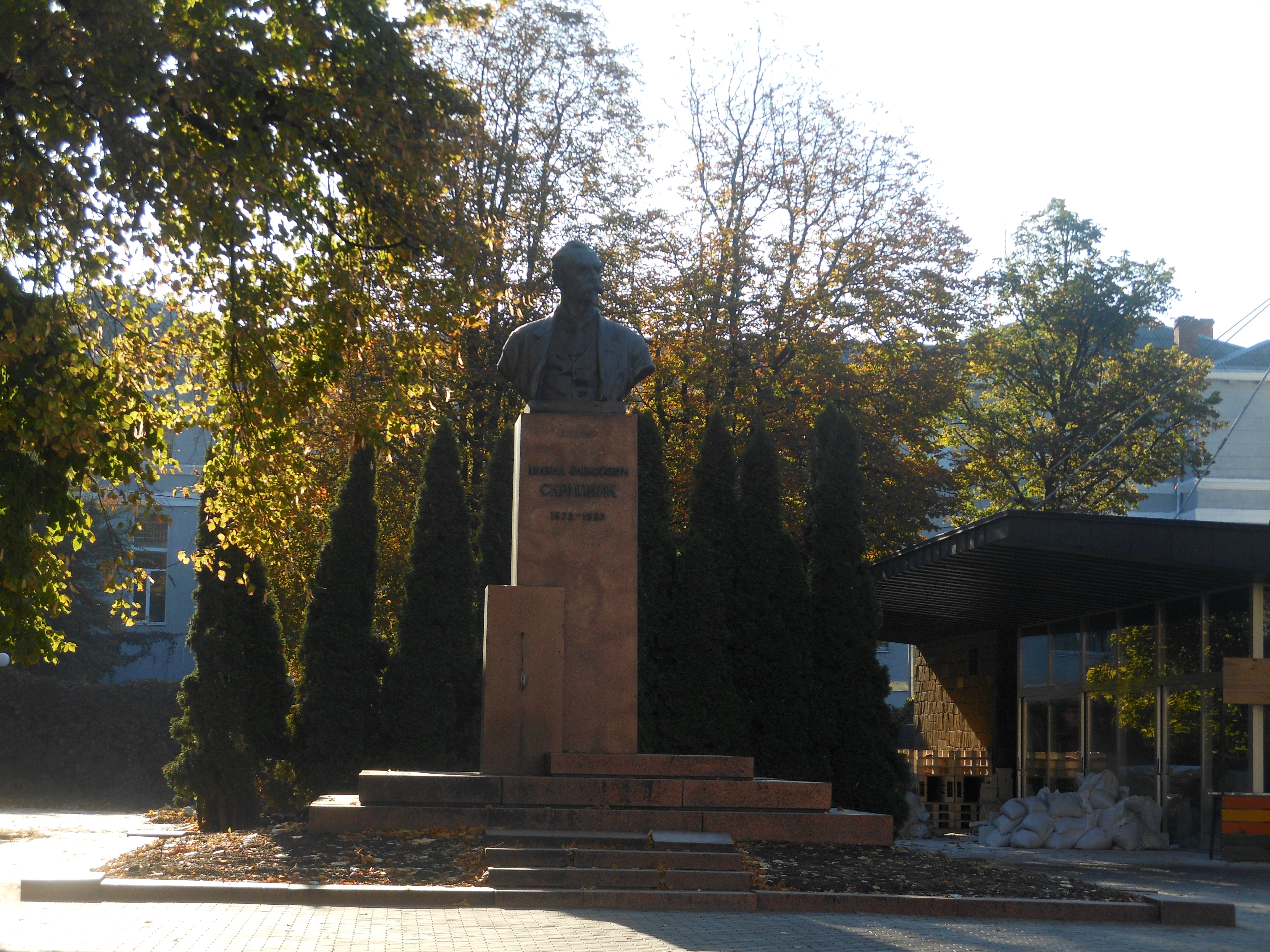
Пам'ятник-бюст М. О. Скрипнику у Харкові

Попри суперечності в політичній діяльності Скрипника, незаперечні заслуги у зміцненні позицій українства оточили його ім'я ореолом борця за суверенність Української СРР, на авторитет якого посилаються й діячі українського опору останніх десятиліть.[хто саме?] Тому, хоча формально у другій половині 1950-х pp. Скрипника було реабілітовано, вся його літературна спадщина лишалася далі під забороною.

## Погляди
- «…Гласність потрібна ще в іншому, в тому, щоб питання, які виникають у партії, погляди, що є в партії, не були б у тайниках партійного життя, а вирощувалися б при денному світлі. Тільки на сонці, поза стінами, можуть вирости могутні рослини. А тим часом щодо цього у нас є великий недолік. Я не пам'ятаю питань, крім Бреста, що були б поставлені на партійне обговорення. У нас цілі величезні питання пройшли, а партія обговорювала їх лише після того, як вони були вже розв'язані» (М. Скрипник у виступі на засіданні організаційної секції VIII з'їзду РКП(б) 20 березня 1919 року).
- «...Коли справа йде про шляхи розвитку мови і коли говорять, зокрема тепер, на теперішньому відтинку часу, про протиставлення української мови російській, то ми на це відповідаємо — старі спогади про «малоросійськеє наречие русского языка» на радянський терен тягнути нічого. У нас немає сумніву щодо самостійності української мови» (М. Скрипник у промові на засіданні колегії НКО УСРР 14 лютого 1933 року)[3].

## Сім'я
Перша дружина Марія Миколаївна Скрипник (до шлюбу Межова; 1883—1968) була більшовичкою з дореволюційних часів, членом Красноярської організації РСДРП, де вони й познайомилися. Наприкінці 1917 — на початку 1918 рр. вона працювала секретаркою голови Ради Народних Комісарів РСФРР В. Леніна, в 1919—1920 рр. — член колегії Наркомату земельних справ та Наркомату соціального забезпечення УСРР, потім на викладацькій роботі. Авторка спогадів про Леніна. Вони розійшлися у 1920-х роках, вона переїхала до Москви, він залишився в Харкові.
Другою дружиною була Раїса Леонідівна Хавіна (нар. 1904 р., Гомель, в певних джерелах її прізвище вказане як Петрова), значно молодша за чоловіка. Після смерті Скрипника її було заарештовано, але незабаром відпущено. Переїхала до Москви, де працювала інженеркою рецептурної комісії «Анілтресту», мешкала за адресою вул. Долгоруківська, 5. У 1938 році її знов заарештовано і страчено 20 серпня 1938 року, а сина Миколу відправлено до дитячого будинку; він загинув на фронті під час війни.

## Вшанування пам'яті
Вулиця Скрипника є у містах Харків, Золотоноша.

## Нагороди
- орден Червоного Прапора
- орден Трудового Червоного Прапора УСРР

## Праці
- Начерк історії пролетарської революції на Вкраїні. «Червоний шлях» №1.  — Харків, 1923.
- Донбас і Україна (з історії революційної боротьби 1917-18 рр.) (1920) [Архівовано 14 липня 2020 у Wayback Machine.]
- Проти бухгалтерії в національному питанні (1923) [Архівовано 18 лютого 2015 у Wayback Machine.]
- Ленін про Україну (1924) [Архівовано 11 липня 2020 у Wayback Machine.]
- Промова на червневому пленумі ЦК КП(б)У 2-6 червня 1926 р. [Архівовано 18 лютого 2015 у Wayback Machine.]
- Ленін як учений (1928) [Архівовано 23 квітня 2021 у Wayback Machine.]
- Есперантизація чи українізація (1930) [Архівовано 13 лютого 2015 у Wayback Machine.]
- Статті й промови з національного питання. — Мюнхен: Сучасність, 1974. — 270 с. [Архівовано 23 лютого 2016 у Wayback Machine.]